# Koot Hoomi
Koot Hoomi Lal Singh (también llamado Kuthumi, y referido con frecuencia simplemente como K. H.; Cachemira, India, ¿? - ), es uno de los Mahatmas que inspiraron la fundación de la Sociedad Teosófica. Participó en una correspondencia con dos teósofos ingleses que viven en la India, A. P. Sinnett y A. O. Hume, cuya correspondencia se publicó en el libro The Mahatma Letters to A. P. Sinnett.
Los escépticos han descrito a Koot Hoomi y los otros Mahatmas como un engaño.

## Características personales
Pequeñas referencias descriptivas a K. H. aparecen en The Mahatma Letters to A. P. Sinnett y en los escritos de Mme. Blavatsky. El nombre Koot Hoomi parece ser un seudónimo. Encontramos una referencia a un "Rishi Kuthumi" en varios Puranas, como por ejemplo en el Vishnu Purana (Libro 3, Capítulo 6), donde se dice que es alumno de Paushyinji. En referencia a esta Mme. Blavatsky escribió:
El nombre de Rishi Koothumi se menciona en más de un Purana, y su Código se encuentra entre los 18 códigos escritos por los diferentes Rishis y conservados en Calcuta en la biblioteca de la Sociedad Asiática. Pero no se nos ha informado si existe alguna conexión entre nuestro Mahatma de ese nombre y el Rishi, y no nos sentimos justificados al especular sobre el tema. Todo lo que sabemos es que ambos son brahmanes del Norte, mientras que los Môryas son Kshatriyas.
Las primeras cartas de K. H. a Sinnett están firmadas con el nombre Koot Hoomi Lal Sing. Sin embargo, más adelante en la correspondencia, él dice que el "Lal Singh" fue una adición hecha por su discípulo Djwal Khool:
¿Por qué has impreso The Occult World antes de enviarlo para su revisión? Nunca hubiera permitido que pasara el pasaje; ni el "Lal Sing" inventado tontamente como medio nombre de pluma por Djwal K. y me permitió, sin cuidado, echar raíces sin pensar en las consecuencias. . .

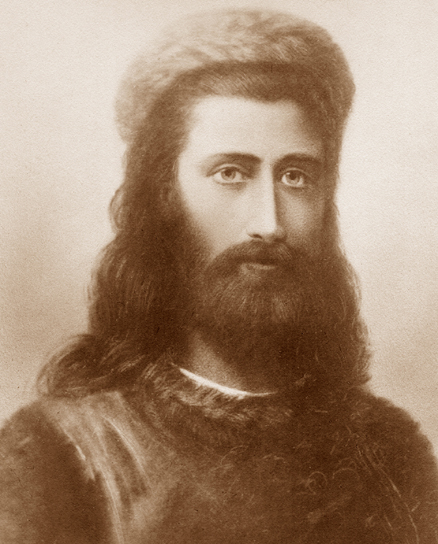
Un retrato del Maestro Koot Hoomi

En una entrevista por Charles Johnston a H. P. Blavatsky,  describa la letra de Maestro K.H. En la manera siguiente:
. . . Evidentemente, un hombre de carácter muy suave y uniforme, pero de tremenda voluntad; lógica, fácil de llevar, y tomando dolores interminables para aclarar su significado. Fue en conjunto la escritura de un hombre culto y muy simpático.
Se dice que el Maestro KH vive en una casa en un barranco en el Tíbet, cerca de la casa del Maestro Morya. En 1881, el Coronel Henry S. Olcott escribió a A. O. Hume:
También conozco personalmente al [Maestro Koot Hoomi] desde 1875. Es de un tipo bastante diferente, más gentil, y sin embargo, el amigo íntimo del otro [Maestro Morya]. Viven uno junto al otro con un pequeño templo budista a medio camino entre sus casas. En Nueva York, lo tuve. . . y un boceto coloreado en la seda china del paisaje cerca de las residencias de [Koot Hoomi] y de mi Chohan con un vistazo de la casa de este último y de parte del pequeño templo.
Madame Blavatsky, en una carta a la Sra. Hollis Billings escribió: 
Ahora Morya vive generalmente con Koot-Hoomi, que tiene su casa en dirección a las montañas Kara Korum [Karakoram], más allá de Ladak, que se encuentra en el pequeño Tíbet y ahora pertenece a Kashmire. Es un gran edificio de madera en forma de pagoda de moda china, entre un lago y una hermosa montaña . . .
 Esto es confirmado por una referencia dada por el propio Mahatma KH, en una carta a AP Sinnett:  
Bajaba por los desfiladeros de Kouenlun — Karakorum, tú los llamas. . . y estaba cruzando a Lhadak en mi camino a casa.
C. W. Leadbeater describió la apariencia física de Master KH de la siguiente manera: 
El Maestro Kuthumi usa el cuerpo de un Brahman Kashmiri, y tiene la tez más clara que el inglés promedio. Él también tiene el cabello suelto y sus ojos son azules y llenos de alegría y amor. Su cabello y barba son marrones, lo que, cuando la luz del sol lo atrapa, se vuelve rojizo con reflejos dorados. Su rostro es algo difícil de describir, porque su expresión cambia constantemente a medida que sonríe; La nariz está finamente cincelada, y los ojos son grandes y de un azul líquido maravilloso.

## Educación en Europa
Al parecer, antes de ser un Adepto, el Maestro Koot Hoomi visitó Europa y estudió en algunas de las Universidades allí. Madame Blavatsky dijo que Mahatma K. H. "es un brahman kashmiri de nacimiento ... y que ha viajado mucho en Europa."

A. O. Hume, en sus "Consejos sobre la teosofía esotérica", escribió:
Tomemos un caso que se dice ocurrió hace muchos años en Alemania, en el que se dice que participó un hermano que ha mantenido correspondencia con nosotros. En este momento era un estudiante, y aunque en el curso de la preparación no era entonces un Adepto, sino que, como todos los chelas regulares, estaba bajo el cargo especial de un Adepto. Un joven amigo suyo fue acusado de falsificación, y lo intentaron por el mismo. Nuestro hermano, entonces un estudiante como se explicó anteriormente, fue llamado como testigo para probar la escritura de su amigo; el caso era perfectamente claro y una convicción cierta. A través de su mentor, nuestro Hermano se enteró de que su amigo acusado no merecía realmente un castigo que necesariamente caería sobre él, y que lo habría arruinado no solo a él, sino a otras personas inocentes que dependían de él. Realmente había cometido una falsificación pero no a sabiendas ni de manera significativa, aunque era imposible demostrarlo. Así que cuando el presunto documento falsificado fue entregado al testigo, él simplemente dijo: "No veo nada escrito aquí" y devolvió la escritura en blanco. Su mentor había hecho que toda la escritura desapareciera. Se suponía que un papel equivocado había sido entregado por error al testigo; la búsqueda se hizo alta y baja, pero el hecho nunca apareció, y el acusado fue absuelto por la fuerza.
El Maestro Morya se refirió a K. H. como "un buen erudito". Se afirma que el Maestro KH habló inglés y francés, lo que en una carta llevó al Maestro M. a llamarlo "Frenchified".

## Retiro e iniciación de K. H.
Madame Blavatsky el 2 de octubre de 1881 describió esto a la Sra. Hollis Billings de la siguiente manera: 
K. H. o Koot-Hoomi ahora se han ido a dormir durante tres meses para prepararse durante este Sumadhi o estado de trance continuo para su iniciación, el último, pero uno, cuando se convertirá en uno de los adeptos más altos. Pobre K. H., su cuerpo ahora está frío y rígido en un edificio cuadrado separado de piedra sin ventanas o puertas, cuya entrada se efectúa a través de un pasaje subterráneo desde una puerta en Toong-ting (relicario, una habitación situada en cada Thaten (templo) o Lamisery, y su Espíritu es bastante libre. Un adepto puede estar así durante años, cuando su cuerpo fue cuidadosamente preparado para ello con pases mesméricos, etc. Es un hermoso lugar donde ahora se encuentra en la torre cuadrada. El Himalaya a la derecha y un hermoso lago cerca de la lamisería. Su Cho-han (instructor espiritual, maestro y jefe de un monasterio tibetano cuida su cuerpo. M ... también va de vez en cuando a visitarlo. Es una terrible el misterio de ese estado de sueño cataléptico durante tanto tiempo...
 El Maestro Morya en una carta a A. P. Sinnett describió el retiro de K. H. de la siguiente manera: 
En un lugar determinado que no debe mencionarse a los forasteros, hay un abismo atravesado por un frágil puente de hierbas tejidas y con un torrente furioso debajo. El miembro más valiente de tus clubes alpinos apenas se atrevería a aventurarse en el pasaje, ya que cuelga como una tela de araña y parece estar podrido e intransitable. Pero no lo es; y el que se atreve a probar y tiene éxito, como le plazca, si es correcto que se le permita, entra en un desfiladero de extraordinaria belleza de paisajes, a uno de nuestros lugares y a algunos de los nuestros , de los cuales y de los que hay. Sin nota ni minuto entre los geógrafos europeos. A un tiro de piedra de la antigua Lamasería se alza la antigua torre, en cuyo seno se han gestado generaciones de Bodhisatwas. Es allí, donde ahora descansa tu amigo sin vida: mi hermano, la luz de mi alma, a quien le hice una promesa fiel de vigilar durante su ausencia sobre su trabajo.

## Escepticismo
Hay escepticismo sobre la existencia de Koot Hoomi. Gordon Stein en su libro Encyclopedia of Hoaxes ha señalado: 
En 1884, el reverendo George Patterson publicó un artículo "The collapse of Koot Hoomi", que afirmaba que Koot Hoomi no existía. Según la información que recibió de Emma Coulomb, se alegó que Hoomi era en realidad un muñeco hecho de tela con una cara pintada que su esposo Alexis Coulomb llevaba sobre sus hombros por la noche. Blavatsky negó las acusaciones de fraude.
"Hubo fallas en el trabajo de Blavatsky. Koot Hoomi, por ejemplo, afirmó haber sido un indio (no tibetano) que estudió en Alemania. Sin embargo, no hablaba alemán, hindi o punjabi. Hablaba francés e inglés, pero escribió utilizando la característica generalizada de los rusos que escriben en inglés o francés. El otro Mahatma, el Maestro Morya, tenía una debilidad por fumar pipa, algo que estaba estrictamente prohibido en el Tíbet. Ambos Maestros supuestamente vivían en el Tíbet. Otras inconsistencias obvias ahora eran no es suficiente para alertar a Sinnett que estaba siendo engañado"
Moncure D. Conway visitó a Blavatsky e investigó las reclamaciones de los Mahatmas en 1884. Sugirió que Hoomi era una creación ficticia de Blavatsky. Conway escribió que Blavatsky "creó el Koothoomi imaginario (originalmente Kothume) al juntar partes de los nombres de sus dos principales discípulos, Olcott y Hume."

## Lectura adicional
- Moncure D. Conway. (1906). Mi Peregrinaje a los Hombres Sensatos del Este. Houghton, Mifflin y Compañía.
- Richard Hodgson. (1885). Cuenta de Investigaciones Personales en India y Discusión de la Autoría del “Koot Hoomi” Letras. Proceedings De la Sociedad para Psychical Búsqueda 3: 207-380.
- Jeffrey D. Lavoie. (2012). El Theosophical Sociedad: La Historia de un Spiritualist Movimiento. Prensa de Walker del Brown.